# بیچ اسپرینگز (تنسی)
بیچ اسپرینگز (به انگلیسی: Beech Springs) یک منطقهٔ مسکونی در ایالات متحده آمریکا است که در شهرستان سویر، تنسی واقع شده‌است. بیچ اسپرینگز ۳۰۱٫۱۵ متر بالاتر از سطح دریا واقع شده‌است.